# آین آر اسمیت
آین آر اسمیت (انگلیسی: Iain R. Smith؛ زادهٔ ۰ ژوئیهٔ ۱۹۳۹) تاریخ‌نگار اهل افریقای جنوبی است.

## افتخارات
وی همچنین برندهٔ جوایزی همچون برنامه فولبرایت شده‌است.